# Теодолит
Теодолитът е геодезически инструмент за определяне посоката и измерване на хоризонтални и вертикални ъгли при геодезически работи, при топографски и маркшайдерски снимки, в строителството и други дейности. Основна работна част в теодолита са хоризонтален и вертикален кръг с градусови или в гради деления. Освен това с него могат да се измерват и разстояния, но само при монтиран далекомер или тахиметрични нишки в зрителната тръба.
Този геодезически инструмент се състои от хоризонтален кръг/лимба/, вертикален кръг, зрителна тръба и либели. Зрителната тръба на теодолита служи за насочване към определени точки при измерване на ъгли. Либелите служат за установяване на прави и равнини в хоризонтално и вертикално положение, те биват цилиндрични и кръгли.
Измерване с теодолит:
След центриране и хоризонтиране на теодолита, се визират към две точки от съответен ъгъл при първо положение на тръбата и се правят отчети по хоризонталния кръг. Разликата между двата отчета е стойността на измервания ъгъл. От отчета към дясната точка на ъгъла обикновено се изважда отчeта към лявата точка.
- Теодолитите биват оптико-механични и електронни;

## История
Под името теодолит този инструмент се среща още от средата на 15 век. През периода 1720-1780 г. теодолитът постепенно се усъвършенства и в този си вид се използва до 1924 г. Тогава швейцарският инженер Х. Вилд конструира и изработва т.нар. оптичен теодолит. В наше време се използват само оптични и електронни теодолити.

## Устройство
- Статив с място за закачане на отвес или с оптически отвес
- Поставка за хоризонтиране с три регулиращи винта и кръгла и цилиндрична либела
- Хоризонтална скала
- Алидада – цялата подвижна част на теодолита, която се върти около вертикалната ос
  - зрителна тръба
  - винтове за преместване и фиксиране на зрителната тръба
  - хоризонтален и вертикален кръг по които се правят отчетите
  - огледалце за осветяването на кръговете
  - микрометрични винтове за прецизно насочване
  - застопорителни лосчета
  - затегателен винт
- Хоризонтална, вертикална и зрителна ос

## Галерия
- Модерен теодолит Никон DTM-520
- Принципна схема на теодолит